# Брег при Ползели
Брег при Ползели (словен. Breg pri Polzeli) је насељено место у општини Ползела, Савињска регија, Словенија.

## Историја
До територијалне реорганизације у Словенији био је у саставу старе општине Жалец.

## Становништво
У попису становништва из 2011. године, Брег при Ползели је имао 957 становника.
| Број становника према пописима | Број становника према пописима | Број становника према пописима |
| ------------------------------ | ------------------------------ | ------------------------------ |
| 1991                           | 2002                           | 2011                           |
| 688                            | 805                            | 957                            |

Напомена: До 1953. исказивано под именом Брег.